# Championa ctenostomoides
Championa ctenostomoides är en skalbaggsart som beskrevs av Bates 1885. Championa ctenostomoides ingår i släktet Championa och familjen långhorningar. Inga underarter finns listade i Catalogue of Life.